# Dupondio
Il dupondio (in latino dupondius cioè due libbre) era una moneta di bronzo usata durante la Repubblica e l'Impero Romano e del valore di 2 assi (1/2 sesterzio o 1/8 di denario).
Fu introdotto durante la Repubblica Romana sotto forma di una moneta fusa di grandi dimensioni, anche se al momento della sua emissione in realtà pesava meno di due libbre.
La moneta presentava la testa di Roma al dritto ed una ruota a sei raggi al rovescio. La moneta non fu più emessa durante la Repubblica.

## Impero
Con la riforma monetaria di Augusto nel 23 a.C., il sesterzio ed il dupondio furono prodotti in una lega di bronzo color oro denominata oricalco dai numismatici, mentre le denominazioni minori erano prodotte in rame rossastro.
Il dupondio fu inoltre distinto dall'asse, che aveva una misura simile, con l'aggiunta di una corona radiata sulla testa dell'imperatore a partire dal 66 d.C. sotto Nerone.
L'uso di una corona radiata per indicare un valore doppio fu anche usato in seguito nell'antoniniano (doppio denario) e nel doppio sesterzio. Il dupondio fu prodotto fino alla fine del III secolo.
Giacché i dupondi del tempo di Nerone e quelli precedenti mancano della corona radiata, spesso è difficile distinguere tra l'asse ed il dupondio a causa della patina che nasconde il colore originale della moneta.